# Allmänningbo
Allmänningbo är en by i de östra delarna av Lindesbergs kommun i Örebro län i Ramsbergs socken. I byns ytterkant ligger länsgränsen till Västmanlands län och man har postadress Riddarhyttan. 
Allmänningbo är uppdelat i Södra och Norra Allmänningbo och gränsen går vid Forsån som rinner mellan sjön Lien i Riddarhyttan och ner till Bysjön i Grimsö för att ledas vidare ut i Sörmogen och Sverkerstaån mot Arboga. SCB avgränsade för bebyggelsen i norra Allmänningbo fram till 2000 en småort.

## Historik
Byn har långa anor men expanderade när Forshammars bergverk under North Cape Minerals byggde ut fältspatsbrytningen på 1920-talet. På industriområdet finns ett industriminne som rustades år 2000 i form av det första krosshuset.